# 火铳

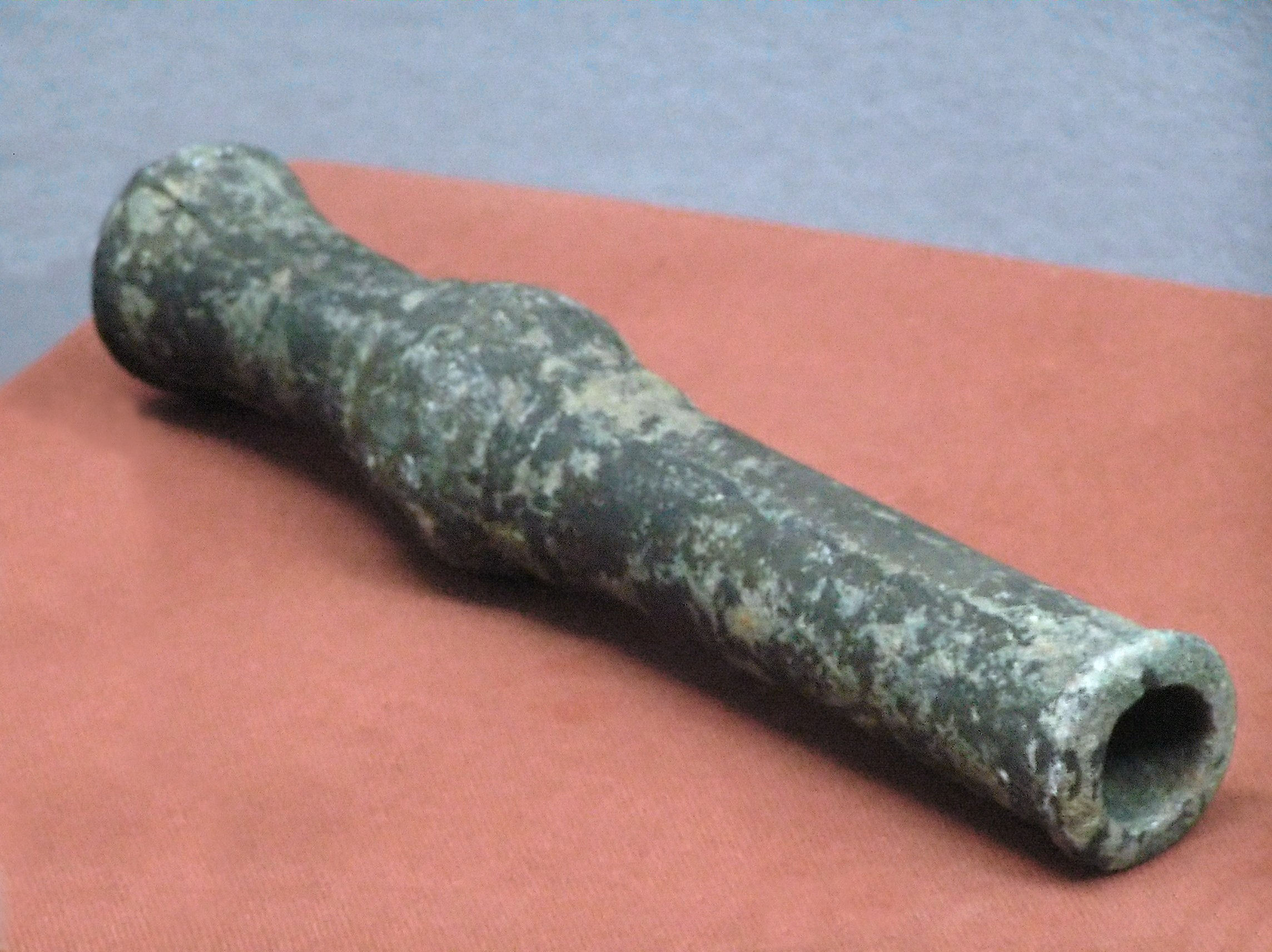
元代的手銃，屬於較小型的火銃。

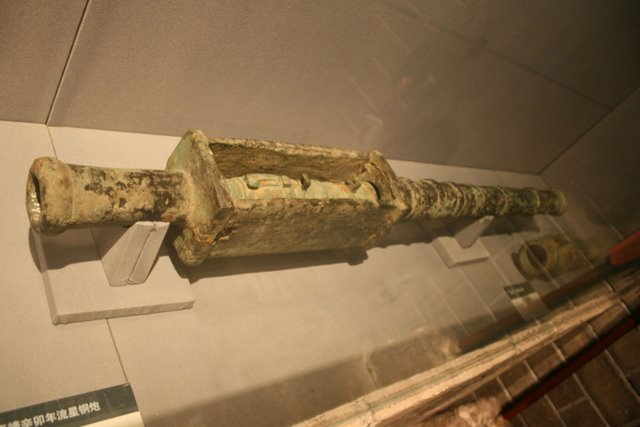
明代火砲

火铳是中国古代用火药发射弹丸的前装管形火器，今日，也常常是對古代槍械的統稱。
較早的型式於出现在宋代，为粗毛竹中装入火药，稱為火筒或突火槍，后来由铜、鐵等金屬製作，故使用了金部的火銃之名。在元末明初時與火筒、銃筒等同為射擊是火器的泛稱。在明代時逐漸演變出兩種形式。一種是在銃身後可裝入木柄以手持的稱為手銃。另一種為需架在架上的大型版本－碗口銃、盞口銃。

## 历史
- 元朝忽必烈两次东征日本，使用铁火炮。
- 1363年朱元璋战陈友諒于鄱阳湖，使用火銃、火炮、火蒺藜、军炮等兵器[3]。
- 《明太祖实录》记载“凡军一百户，銃十、弓箭三十”

## 出土文物
- 25件明洪武年间制造的铜质手銃、4件铜质碗口銃、一件大碗口统火銃，现藏军事博物馆[4]。
- 登州古船博物馆藏有1988年山东莱阳县出土的大型碗口铜炮。

## 詞意變化
- 火銃在元末明初時是一切管型射擊火器的泛稱。
- 明代時大口徑的管型射擊火器改稱作砲（礮）的愈來愈多，銃則愈來愈被表作小口徑的管型火器，但還是有例外，如把葡萄牙傳入的後膛火砲稱作佛郎機銃[5]。
- 清代則僅用於表示小口徑管型火器[6]。

## 動畫取材
於日本動畫《魔法公主》的故事背景中是頗為流行的兵器。